# Brigitta Nickelsen

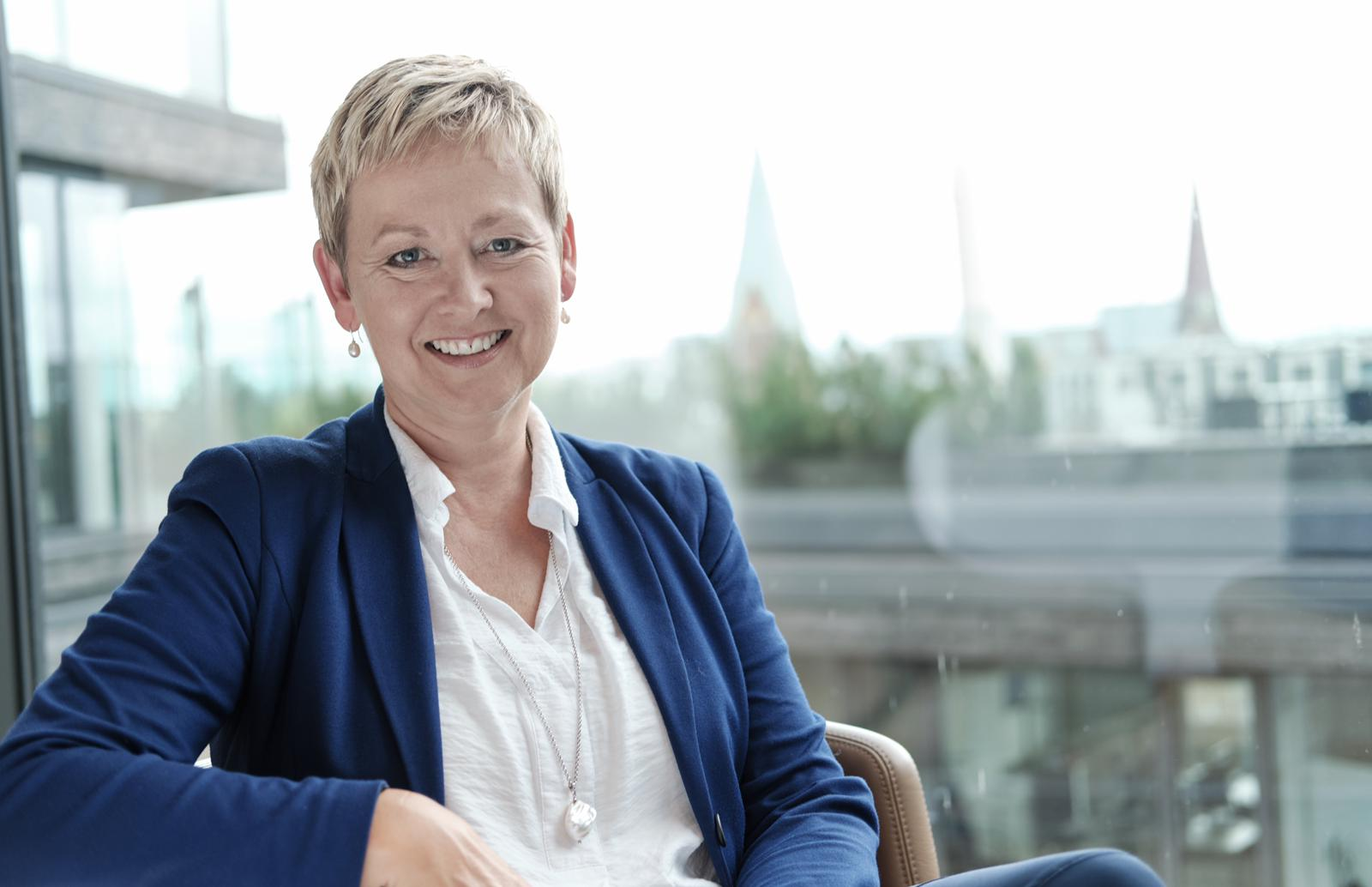
Brigitta Nickelsen, 2020

Brigitta Nickelsen (* 1965 in Neumünster) ist eine deutsche Medienmanagerin und Organisationsberaterin.Seit Mai 2010 ist sie Direktorin für Unternehmensentwicklung und Betrieb von Radio Bremen.

## Biografie
Nickelsen studierte nach ihrem Abitur in Quickborn Neuere Deutsche Geschichte, Politikwissenschaft und Amerikanische Literatur in Hamburg. Seit 1990 arbeitet sie bei Radio Bremen, zunächst in der Fernsehredaktion des Regionalmagazins buten un binnen. Dort war sie in verschiedenen Funktionen, u. a. als Reporterin, Moderatorin, Chefin vom Dienst und zuletzt als stellvertretende Abteilungsleiterin tätig. 2000 war sie Fellow beim USA-Austausch für deutsche Journalistinnen und Journalisten der RIAS Berlin Commission.
2003 wurde sie vom Intendanten Heinz Glässgen mit der Leitung der Projektgruppe Radio Bremen beauftragt, die das neue multimedial ausgerichtete Radio-Bremen-Funkhaus geplant und die Medientechnik sowie multimediale Arbeitsabläufe entwickelt hat. Nach Abschluss des Projektes leitete sie von 2008 bis April 2010 die Online-Koordination von Radio Bremen.
Parallel dazu hat sie sich zur Beraterin für Strategie- und Organisationsentwicklung fortgebildet. Von 1993 bis 2004 hat Nickelsen als Trainerin für die ARD-ZDF-Medienakademie gearbeitet zu den Themen „Reportieren im On im TV“, „Kurzberichterstattung im On im TV“, „TV Moderation“ und „Crossmediales Zusammenarbeiten“.
Seit Mai 2010 ist sie Mitglied des vierköpfigen Direktoriums bei Radio Bremen und als Direktorin für Unternehmensentwicklung zuständig für die strategische Unternehmensentwicklung und den Bereich Personal und Personalentwicklung. Bis Dezember 2021 verantwortete sie als Direktorin für Unternehmensentwicklung und Betrieb darüber hinaus die Technik- und Produktionskoordination und die Finanzen und führte als Vorsitzende den Aufsichtsrat der Radio Bremen-Versorgungskasse.
Als Direktorin war Nickelsen 2011 bis 2019 Mitglied des Aufsichtsrates der Radio-Bremen-Produktionstochter Bremedia, ab 2015 stellvertretende Vorsitzende des Aufsichtsrates. Seit der vollständigen Übernahme der Gesellschafteranteile durch Radio Bremen 2019 berät sie im Aufsichtsrat als Vertreterin des Gesellschafters.  2015 bis 2020 war sie Mitglied im Aufsichtsrat der Degeto Film, 2020 bis 2022 in deren Gesellschafterversammlung.
Auf internationaler Ebene war Nickelsen bei der Europäischen Rundfunkunion EBU 2016 bis 2023 Mitglied im Academy Commitee, dem Steuerungs- und Aufsichtsgremium für Trainings- und Entwicklungsthemen. Insbesondere zu den Themen Personalentwicklung, Frauenförderung in technischen Bereichen sowie organisatorische und technische Weiterentwicklung von Medienunternehmen moderiert sie Veranstaltungen.
2015 wurde sie vom Rundfunkrat von Radio Bremen für eine zweite fünfjährige Amtsperiode als Direktorin für Unternehmensentwicklung und Betrieb wiedergewählt. Der Rundfunkrat bestätigte Nickelsen 2019 und 2024 für eine dritte bzw. vierte fünfjährige Amtsperiode als Direktorin für Unternehmensentwicklung und Betrieb. Gemeinsam mit der Intendantin Yvette Gerner verantwortet sie bei Radio Bremen Maßnahmen zur Personal- und Organisationsentwicklung. Im Band Postbürokratisches Organisieren – Formen und Folgen agiler Arbeitsweisen publizierte sie gemeinsam mit Tilman Lücke über ihre Erfahrungen mit agilem Projektmanagement im organisationalen Kontext. Seit 2022 hat sie ihre Arbeitszeit als Direktorin auf 50 % reduziert und verantwortet seitdem das Geschäftsfeld Unternehmensentwicklung und Menschen. Ein Schwerpunkt der Arbeit ist dabei die Förderung von New Work bei Radio Bremen, worüber sie in der Zeitschrift OrganisationsEntwicklung publizierte und die im Dezember 2024 mit dem HR Excellence Award der Quadriga Hochschule Berlin in der Kategorie Future of Work ausgezeichnet wurde.
Parallel arbeitet sie freiberuflich als Mentorin, Beraterin und Business Coach für Führungskräfte und Organisationen und publiziert zur Sichtbarkeit als Voraussetzung für erfolgreiche Personalentwicklung. Nickelsen ist Mitglied der Initiative Frauen in die Aufsichtsräte FidAR und im Deutschen Verband für Coaching und Training.